# Michael Wolf (mathématicien)
Pour les articles homonymes, voir Michael Wolf et Wolf.
Michael Wolf (né le 29 janvier 1960 à Philadelphie, Pennsylvanie) est un mathématicien américain, professeur à l'université Rice.

## Biographie
Michael Wolf fait des études de mathématiques et  philosophie à l'université Yale avec un bachelor of Arts en 1981 et il obtient son Ph. D. en 1986 à l'université Stanford sous la direction de Steven Kerckhoff (titre de sa thèse : The Teichmüller Theory of Harmonic Maps). En tant que boursier postdoctoral, il est instructeur Moore au MIT de 1986 à 1988. En 1988, il devient professeur assistant, en 1993 professeur associé et en 1999 professeur titulaire à l'université Rice. Il y dirige le département de mathématiques de 2005 à 2009. En 1993—94, il est professeur-chercheur au Mathematical Sciences Research Institute et il en est membre en 1995 et 2015. En 2013, il est professeur invité à l'université Tsinghua et en 2005 à l'université de Tours. En 1995, il est membre de l'Institut Max-Planck de mathématiques de Bonn.

## Recherche
Wolf travaille en analyse géométrique et en géométrie différentielle globale, la théorie de Teichmüller, les cartes harmoniques et les surfaces minimales. Avec David Allen Hoffman et Matthias Weber, il a décrit une nouvelle surface minimale entièrement contenue dans l'espace tridimensionnel euclidien, un « hélicoïde de genre 1 », qui ressemble à une surface en spirale (en fait une double hélice) qui se prolonge infiniment le long d'un axe avec un « trou » ou « tunnel » au centre d'une feuille. L'hélicoïde est de genre topologique 1 avec une extrémité, c'est-à-dire elle a la topologie d'un tore perforé, et le bout  est asymptotique tangent à un hélicoïde. Auparavant, seuls le plan et les hélicoïdes étaient connus comme exemples de telles surfaces réglées minimales. Ces deux  sont de genre 0 (et sont les seules de ce type après William Meeks III et Harold William Rosenberg). Ici, l'« intégration » géométrique signifie qu'elle ne se coupe pas et la « complétude » signifie qu'elle s'étend à l'infini sans bord. Un modèle informatique de cette surface avait déjà été créé dans les années 1990 par David Hoffman, Fusheng Wei et Hermann Karcher , mais il n'existait aucune preuve mathématique que la surface dans le cas du genre 1 ne se coupe pas. À cette époque, Hoffman et ses collègues ont même trouvé toute une famille de telles surfaces de n’importe quel genre topologique fini (bien que également sans preuve)..

## Reconnaissance
Il a été membre du comité de rédaction du Bulletin of the American Mathematical Society ("associated editor" de 2002 à 2018). Il a été Sloan Research Fellow de 1991 à 1995. Depuis 2013, il est membre honoraire (fellow) de l'American Mathematical Society (Inaugural Class).

## Publications (sélection)
- Michael Wolf, « The Teichmüller theory of harmonic maps », Journal of Differential Geometry, vol. 29, no 2,‎ janvier 1989, p. 449–479 (DOI 10.4310/jdg/1214442885, lire en ligne)
- Michael Wolf, « Infinite energy harmonic maps and degeneration of hyperbolic surfaces in moduli space », Journal of Differential Geometry, vol. 33, no 2,‎ janvier 1991, p. 487–539 (DOI 10.4310/jdg/1214446328, lire en ligne)
- Michael Wolf et Scott Wolpert, « Real Analytic Structures on the Moduli Space of Curves », American Journal of Mathematics, vol. 114, no 5,‎ 1992, p. 1079–1102 (DOI 10.2307/2374890, lire en ligne)
- Howard Masur et Michael Wolf, « Teichmüller space is not Gromov hyperbolic », Ann. Acad. Sci. Fenn., Ser. A I, Math., vol. 20, no 2,‎ 1995, p. 259-267 (zbMATH 0878.32015).
- Michael Wolf, « Measured foliations and harmonic maps of surfaces », Journal of Differential Geometry, vol. 49, no 3,‎ janvier 1998, p. 437–467 (DOI 10.4310/jdg/1214461107, lire en ligne)
- Matthias Weber et Michael Wolf, « Minimal Surfaces of Least Total Curvature and Moduli Spaces of Plane Polygonal Arcs », Geometric & Functional Analysis GAFA, vol. 8, no 6,‎ 1er décembre 1998, p. 1129–1170 (DOI 10.1007/s000390050125)
- Matthias Weber et Michael Wolf, « Teichmüller Theory and Handle Addition for Minimal Surfaces », Annals of Mathematics, vol. 156, no 3,‎ 2002, p. 713–795 (DOI 10.2307/3597281, lire en ligne)
- François Labourie, Jérémy Toulisse et Michael Wolf, « Plateau problems for maximal surfaces in pseudo-hyperbolic space », Annales Scientifiques de l'École Normale Supérieure,‎ 2 avril 2024 (DOI 10.24033/asens.2578, lire en ligne)